# Calle Ibáñez de Bilbao
La calle Ibáñez de Bilbao es una calle ubicada en el centro de la villa de Bilbao. Se inicia en la plaza Venezuela y finaliza en la plaza del Ensanche. Corre en paralelo a las calles Colón de Larreátegui y Henao, cruzando en su parte central por los jardines de Albia, y siendo atravesada perpendicularmente por la alameda de Mazarredo.
Debe su nombre a Martín Ibáñez de Bilbao, propietario en su momento de la Torre Zubialdea, alcalde de la Villa en el siglo XV, fiel defensor de los mercaderes locales y que está considerado como el principal autor de importantes ordenanzas comerciales, así como de la más antigua recopilación manuscrita que existió en la Villa de Derecho Comercial y Marítimo.

## Edificios de interés
Diversos edificios reseñables rodean la calle Ibáñez de Bilbao, entre otros:
- Palacio de Justicia de Bilbao.
- Sabin Etxea.
- Departamento de Obras Públicas de la Diputación Foral de Vizcaya (antiguas oficinas Sota-Aznar).
- Edificio de la Capitanía Marítima de Bilbao.

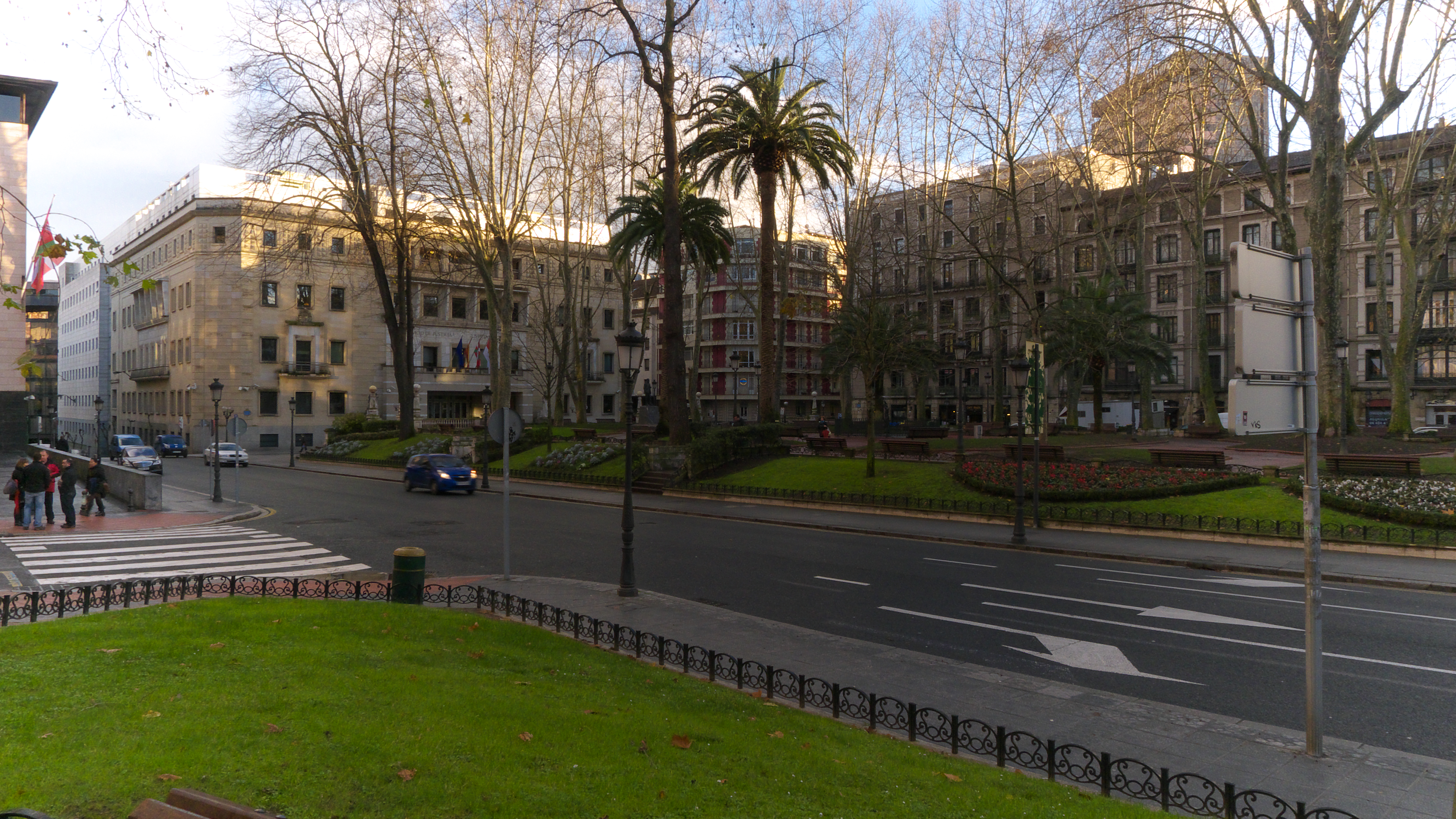
Palacio de Justicia de Bilbao y jardines de Albia
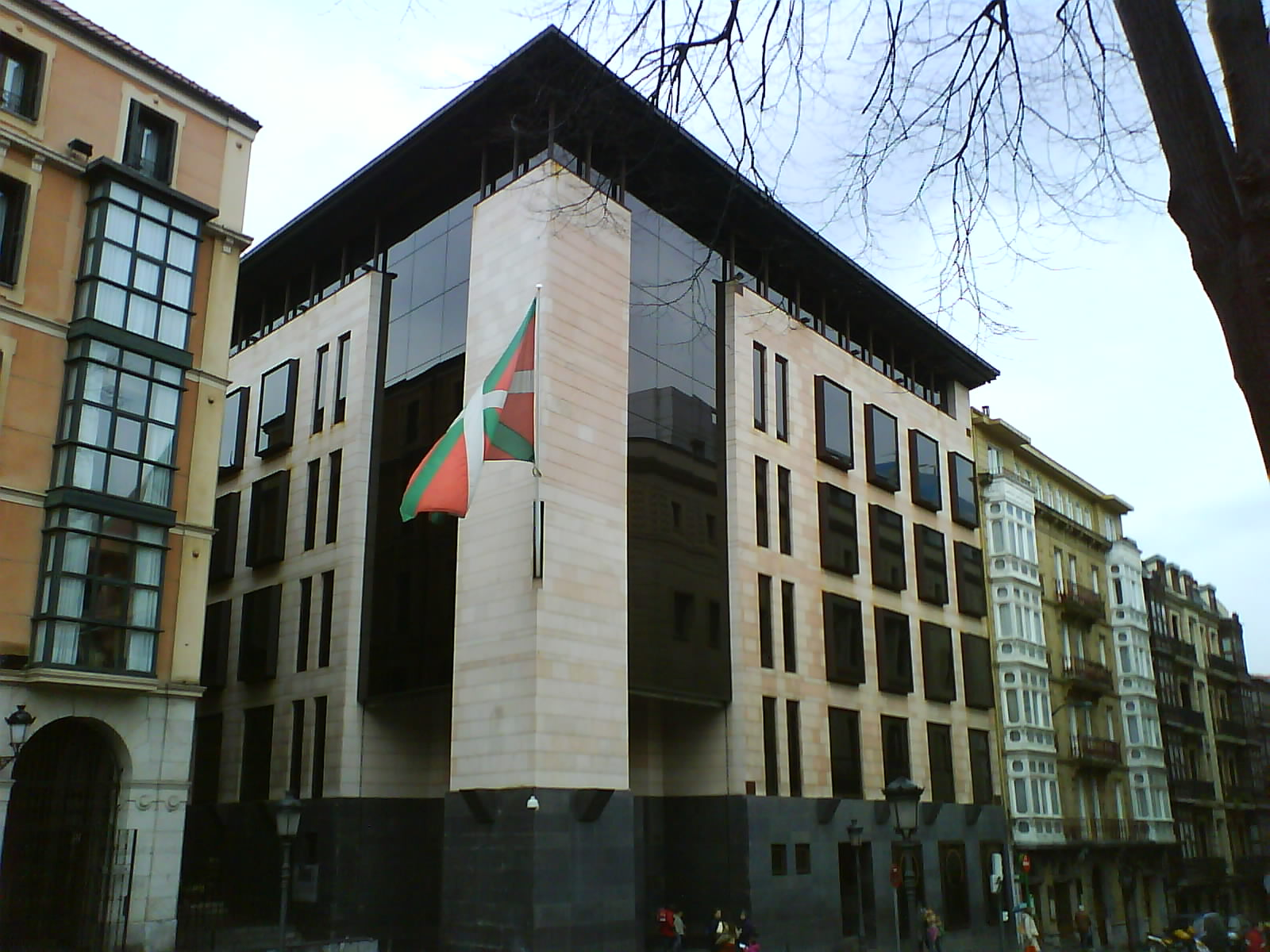
Sabin Etxea
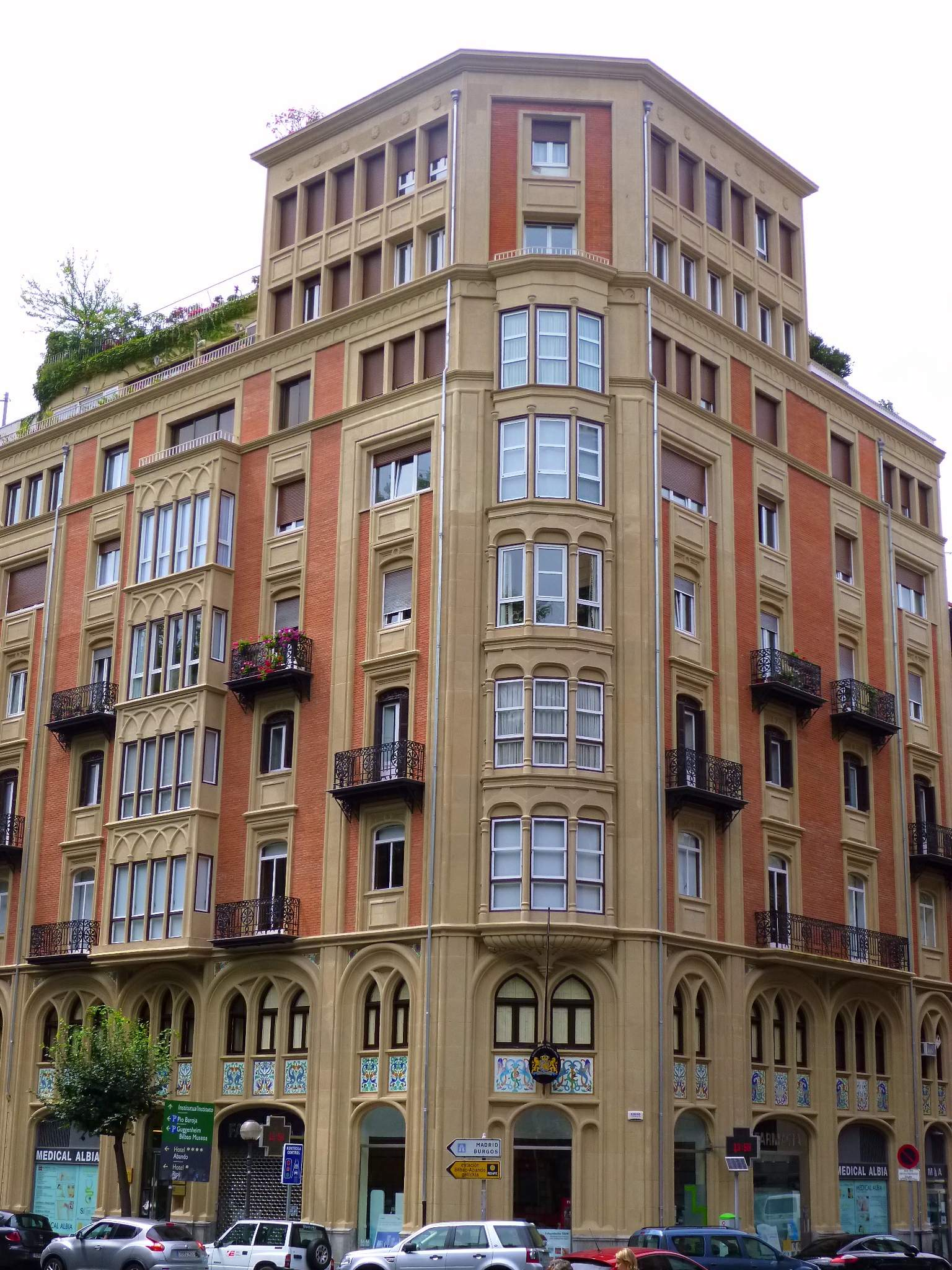
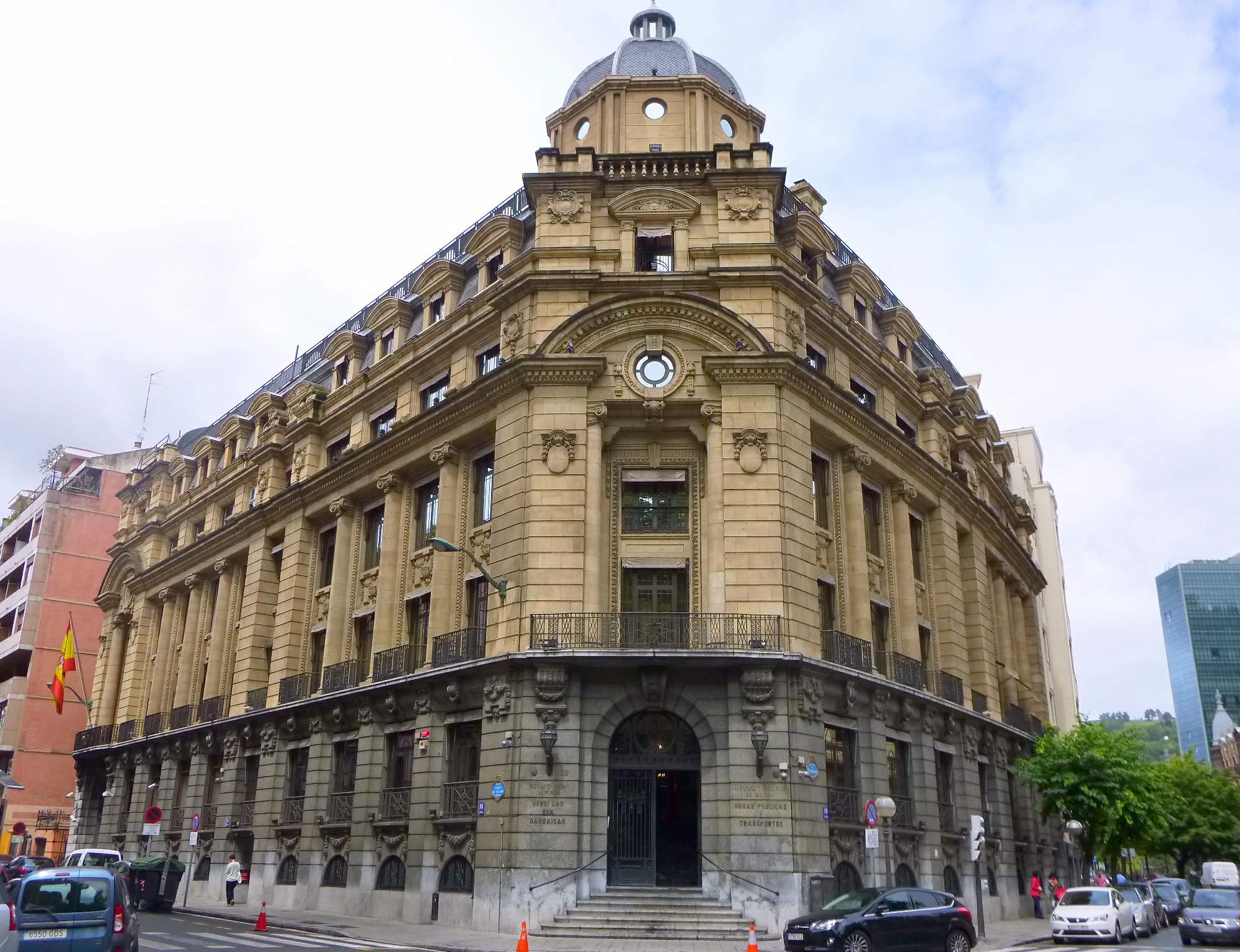
Departamento de Obras Públicas de la Diputación Foral de Bizkaia
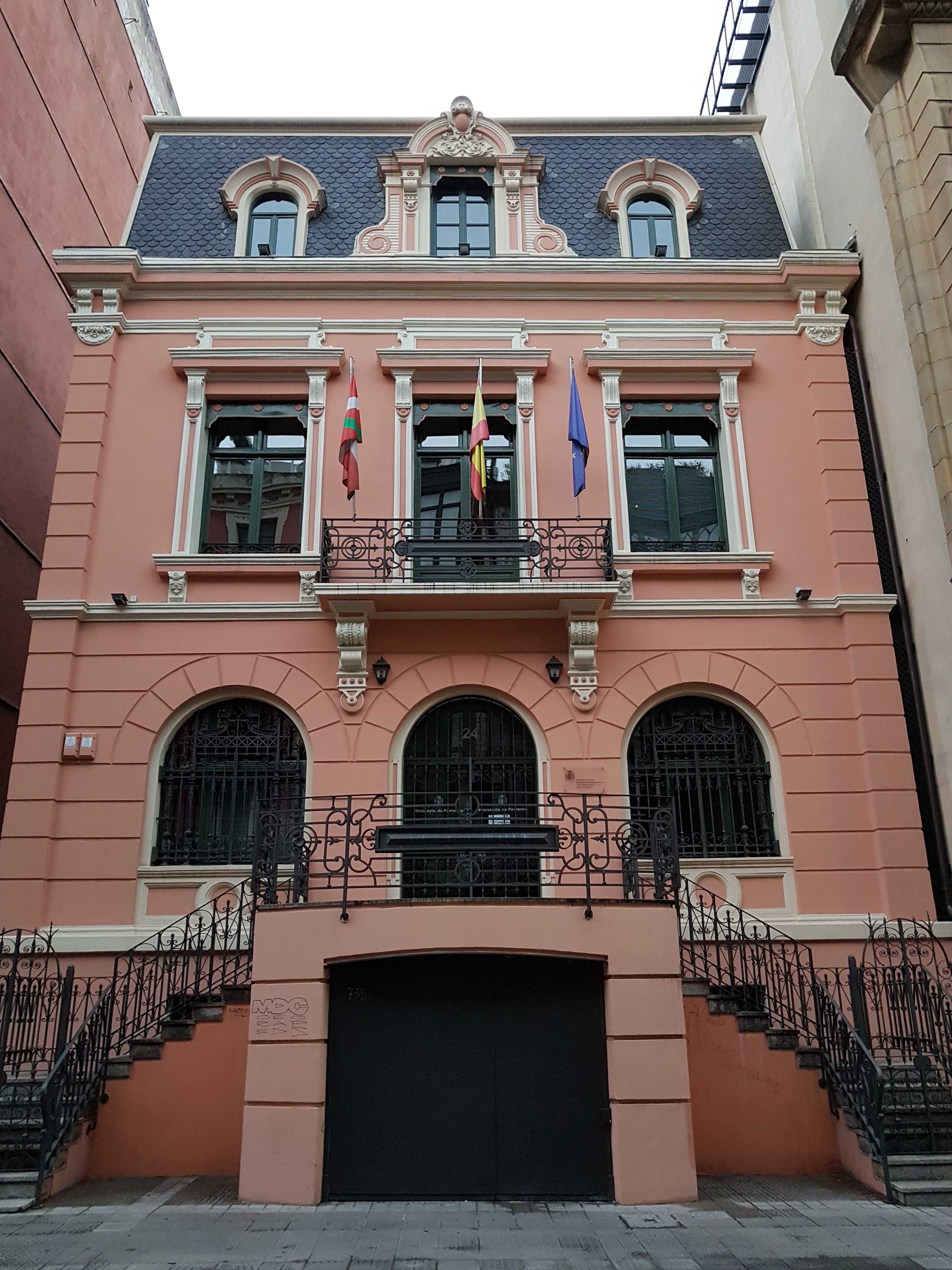
Edificio de la Capitanía Marítima de Bilbao

## Medios de transporte
Estaciones de Abando (salida Berástegui) y Moyua (salida Diputación) del Metro de Bilbao.